# Eleições legislativas portuguesas de 1979 no distrito de Leiria
| Eleições legislativas portuguesas de 1979 Distritos: Aveiro \| Beja \| Braga \| Bragança \| Castelo Branco \| Coimbra \| Évora \| Faro \| Guarda \| Leiria \| Lisboa \| Portalegre \| Porto \| Santarém \| Setúbal \| Viana do Castelo \| Vila Real \| Viseu \| Açores \| Madeira \| Estrangeiro |

## Resultados por Concelho
Os resultados nos concelhos do Distrito de Leiria foram os seguintes:

### Alcobaça
| Partido                 | Partido                                | Votos  | %               | +/-  |
| ----------------------- | -------------------------------------- | ------ | --------------- | ---- |
|                         | Aliança Democrática                    | 17 638 | 54,00 / 100,00  | 6,30 |
|                         | Partido Socialista                     | 8 625  | 26,41 / 100,00  | 9,50 |
|                         | Aliança Povo Unido                     | 3 318  | 10,16 / 100,00  | 3,70 |
|                         | Partido da Democracia Cristã           | 692    | 2,12 / 100,00   | 1,52 |
|                         | União Democrática Popular              | 451    | 1,38 / 100,00   | 0,70 |
|                         | Partido Operário de Unidade Socialista | 336    | 1,03 / 100,00   | Novo |
|                         | Outros                                 | 655    | 2,00 / 100,00   |      |
| Votos Inválidos         | Votos Inválidos                        | 947    | 2,89 / 100,00   | 3,16 |
| Total                   | Total                                  | 32 662 | 100,00 / 100,00 |      |
| Eleitorado/Participação | Eleitorado/Participação                | 37 657 | 86,74 / 100,00  | 2,35 |

### Alvaiázere
| Partido                 | Partido                                | Votos | %               | +/-  |
| ----------------------- | -------------------------------------- | ----- | --------------- | ---- |
|                         | Aliança Democrática                    | 5 513 | 77,04 / 100,00  | 1,62 |
|                         | Partido Socialista                     | 807   | 11,28 / 100,00  | 2,07 |
|                         | Aliança Povo Unido                     | 147   | 2,05 / 100,00   | 0,87 |
|                         | Partido da Democracia Cristã           | 117   | 1,63 / 100,00   | 1,09 |
|                         | Partido Operário de Unidade Socialista | 86    | 1,20 / 100,00   | Novo |
|                         | PCTP/MRPP                              | 78    | 1,09 / 100,00   | 0,74 |
|                         | Outros                                 | 157   | 2,20 / 100,00   |      |
| Votos Inválidos         | Votos Inválidos                        | 251   | 3,51 / 100,00   | 3,01 |
| Total                   | Total                                  | 7 156 | 100,00 / 100,00 |      |
| Eleitorado/Participação | Eleitorado/Participação                | 8 338 | 85,82 / 100,00  | 9,35 |

### Ansião
| Partido                 | Partido                                | Votos  | %               | +/-  |
| ----------------------- | -------------------------------------- | ------ | --------------- | ---- |
|                         | Aliança Democrática                    | 7 329  | 74,34 / 100,00  | 0,42 |
|                         | Partido Socialista                     | 1 569  | 15,91 / 100,00  | 2,28 |
|                         | Aliança Povo Unido                     | 274    | 2,78 / 100,00   | 1,66 |
|                         | Partido da Democracia Cristã           | 156    | 1,58 / 100,00   | 0,88 |
|                         | Partido Operário de Unidade Socialista | 104    | 1,05 / 100,00   | Novo |
|                         | Outros                                 | 199    | 2,02 / 100,00   |      |
| Votos Inválidos         | Votos Inválidos                        | 228    | 2,32 / 100,00   | 1,94 |
| Total                   | Total                                  | 9 859  | 100,00 / 100,00 |      |
| Eleitorado/Participação | Eleitorado/Participação                | 11 163 | 88,32 / 100,00  | 6,44 |

### Batalha
| Partido                 | Partido                                | Votos | %               | +/-  |
| ----------------------- | -------------------------------------- | ----- | --------------- | ---- |
|                         | Aliança Democrática                    | 5 534 | 70,18 / 100,00  | 1,41 |
|                         | Partido Socialista                     | 1 224 | 15,52 / 100,00  | 2,96 |
|                         | Aliança Povo Unido                     | 340   | 4,31 / 100,00   | 2,89 |
|                         | Partido da Democracia Cristã           | 223   | 2,83 / 100,00   | 2,16 |
|                         | Partido Operário de Unidade Socialista | 90    | 1,14 / 100,00   | Novo |
|                         | Outros                                 | 226   | 2,86 / 100,00   |      |
| Votos Inválidos         | Votos Inválidos                        | 248   | 3,15 / 100,00   | 2,71 |
| Total                   | Total                                  | 7 885 | 100,00 / 100,00 |      |
| Eleitorado/Participação | Eleitorado/Participação                | 8 660 | 91,05 / 100,00  | 4,80 |

### Bombarral
| Partido                 | Partido                                | Votos  | %               | +/-  |
| ----------------------- | -------------------------------------- | ------ | --------------- | ---- |
|                         | Aliança Democrática                    | 4 475  | 51,79 / 100,00  | 4,53 |
|                         | Partido Socialista                     | 2 244  | 25,97 / 100,00  | 5,82 |
|                         | Aliança Povo Unido                     | 1 057  | 12,23 / 100,00  | 4,01 |
|                         | PCTP/MRPP                              | 141    | 1,63 / 100,00   | 0,53 |
|                         | Partido da Democracia Cristã           | 111    | 1,28 / 100,00   | 0,35 |
|                         | Partido Operário de Unidade Socialista | 90     | 1,04 / 100,00   | Novo |
|                         | União Democrática Popular              | 88     | 1,02 / 100,00   | 0,32 |
|                         | Outros                                 | 126    | 1,45 / 100,00   |      |
| Votos Inválidos         | Votos Inválidos                        | 309    | 3,58 / 100,00   | 4,32 |
| Total                   | Total                                  | 8 641  | 100,00 / 100,00 |      |
| Eleitorado/Participação | Eleitorado/Participação                | 10 261 | 84,21 / 100,00  | 6,11 |

### Caldas da Rainha
| Partido                 | Partido                                | Votos  | %               | +/-  |
| ----------------------- | -------------------------------------- | ------ | --------------- | ---- |
|                         | Aliança Democrática                    | 13 992 | 54,41 / 100,00  | 4,24 |
|                         | Partido Socialista                     | 6 281  | 24,43 / 100,00  | 7,94 |
|                         | Aliança Povo Unido                     | 2 914  | 11,33 / 100,00  | 4,38 |
|                         | Partido da Democracia Cristã           | 463    | 1,80 / 100,00   | 1,22 |
|                         | União Democrática Popular              | 383    | 1,49 / 100,00   | 0,40 |
|                         | Partido Operário de Unidade Socialista | 299    | 1,16 / 100,00   | Novo |
|                         | PCTP/MRPP                              | 279    | 1,08 / 100,00   | 0,61 |
|                         | Outros                                 | 323    | 1,26 / 100,00   |      |
| Votos Inválidos         | Votos Inválidos                        | 781    | 3,04 / 100,00   | 3,01 |
| Total                   | Total                                  | 25 715 | 100,00 / 100,00 |      |
| Eleitorado/Participação | Eleitorado/Participação                | 30 206 | 85,13 / 100,00  | 6,48 |

### Castanheira de Pera
| Partido                 | Partido                                | Votos | %               | +/-  |
| ----------------------- | -------------------------------------- | ----- | --------------- | ---- |
|                         | Partido Socialista                     | 1 526 | 45,84 / 100,00  | 8,05 |
|                         | Aliança Democrática                    | 1 045 | 31,39 / 100,00  | 3,80 |
|                         | Aliança Povo Unido                     | 278   | 8,35 / 100,00   | 5,70 |
|                         | UEDS                                   | 165   | 4,96 / 100,00   | Novo |
|                         | PCTP/MRPP                              | 46    | 1,38 / 100,00   | 1,12 |
|                         | União Democrática Popular              | 43    | 1,29 / 100,00   | 0,31 |
|                         | Partido Operário de Unidade Socialista | 39    | 1,17 / 100,00   | Novo |
|                         | Outros                                 | 48    | 1,44 / 100,00   |      |
| Votos Inválidos         | Votos Inválidos                        | 139   | 4,17 / 100,00   | 0,90 |
| Total                   | Total                                  | 3 329 | 100,00 / 100,00 |      |
| Eleitorado/Participação | Eleitorado/Participação                | 3 834 | 86,83 / 100,00  | 6,27 |

### Figueiró dos Vinhos
| Partido                 | Partido                      | Votos | %               | +/-   |
| ----------------------- | ---------------------------- | ----- | --------------- | ----- |
|                         | Aliança Democrática          | 4 266 | 70,70 / 100,00  | 4,38  |
|                         | Partido Socialista           | 895   | 14,83 / 100,00  | 4,83  |
|                         | Aliança Povo Unido           | 227   | 3,76 / 100,00   | 2,42  |
|                         | Partido da Democracia Cristã | 114   | 1,89 / 100,00   | 1,42  |
|                         | PCTP/MRPP                    | 83    | 1,38 / 100,00   | 1,09  |
|                         | Outros                       | 214   | 3,54 / 100,00   |       |
| Votos Inválidos         | Votos Inválidos              | 235   | 3,89 / 100,00   | 5,93  |
| Total                   | Total                        | 6 034 | 100,00 / 100,00 |       |
| Eleitorado/Participação | Eleitorado/Participação      | 6 904 | 87,40 / 100,00  | 11,90 |

### Leiria
| Partido                 | Partido                      | Votos  | %               | +/-  |
| ----------------------- | ---------------------------- | ------ | --------------- | ---- |
|                         | Aliança Democrática          | 36 500 | 64,95 / 100,00  | 4,04 |
|                         | Partido Socialista           | 10 402 | 18,51 / 100,00  | 7,24 |
|                         | Aliança Povo Unido           | 4 022  | 7,16 / 100,00   | 3,16 |
|                         | Partido da Democracia Cristã | 1 164  | 2,07 / 100,00   | 1,40 |
|                         | União Democrática Popular    | 784    | 1,40 / 100,00   | 0,60 |
|                         | Outros                       | 1 682  | 2,99 / 100,00   |      |
| Votos Inválidos         | Votos Inválidos              | 1 646  | 2,93 / 100,00   | 2,53 |
| Total                   | Total                        | 56 200 | 100,00 / 100,00 |      |
| Eleitorado/Participação | Eleitorado/Participação      | 62 704 | 89,63 / 100,00  | 6,62 |

### Marinha Grande
| Partido                 | Partido                   | Votos  | %               | +/-   |
| ----------------------- | ------------------------- | ------ | --------------- | ----- |
|                         | Aliança Povo Unido        | 7 352  | 39,44 / 100,00  | 4,41  |
|                         | Partido Socialista        | 5 073  | 27,22 / 100,00  | 12,86 |
|                         | Aliança Democrática       | 4 368  | 23,43 / 100,00  | 8,58  |
|                         | União Democrática Popular | 497    | 2,67 / 100,00   | 1,31  |
|                         | PCTP/MRPP                 | 207    | 1,11 / 100,00   | 0,14  |
|                         | Outros                    | 560    | 3,00 / 100,00   |       |
| Votos Inválidos         | Votos Inválidos           | 583    | 3,13 / 100,00   | 1,46  |
| Total                   | Total                     | 18 640 | 100,00 / 100,00 |       |
| Eleitorado/Participação | Eleitorado/Participação   | 21 108 | 88,31 / 100,00  | 3,19  |

### Nazaré
| Partido                 | Partido                   | Votos  | %               | +/-  |
| ----------------------- | ------------------------- | ------ | --------------- | ---- |
|                         | Partido Socialista        | 4 188  | 45,70 / 100,00  | 5,31 |
|                         | Aliança Democrática       | 2 947  | 32,15 / 100,00  | 4,15 |
|                         | Aliança Povo Unido        | 1 078  | 11,76 / 100,00  | 4,80 |
|                         | União Democrática Popular | 388    | 4,23 / 100,00   | 0,31 |
|                         | Outros                    | 271    | 2,96 / 100,00   |      |
| Votos Inválidos         | Votos Inválidos           | 293    | 3,20 / 100,00   | 4,60 |
| Total                   | Total                     | 9 165  | 100,00 / 100,00 |      |
| Eleitorado/Participação | Eleitorado/Participação   | 11 054 | 82,91 / 100,00  | 0,55 |

### Óbidos
| Partido                 | Partido                                | Votos | %               | +/-  |
| ----------------------- | -------------------------------------- | ----- | --------------- | ---- |
|                         | Aliança Democrática                    | 2 676 | 42,68 / 100,00  | 0,35 |
|                         | Partido Socialista                     | 2 132 | 34,00 / 100,00  | 5,12 |
|                         | Aliança Povo Unido                     | 696   | 11,10 / 100,00  | 3,35 |
|                         | PCTP/MRPP                              | 104   | 1,66 / 100,00   | 1,30 |
|                         | Partido da Democracia Cristã           | 101   | 1,61 / 100,00   | 0,80 |
|                         | União Democrática Popular              | 88    | 1,40 / 100,00   | 0,61 |
|                         | Partido Operário de Unidade Socialista | 70    | 1,12 / 100,00   | Novo |
|                         | Outros                                 | 96    | 1,54 / 100,00   |      |
| Votos Inválidos         | Votos Inválidos                        | 307   | 4,89 / 100,00   | 0,36 |
| Total                   | Total                                  | 6 270 | 100,00 / 100,00 |      |
| Eleitorado/Participação | Eleitorado/Participação                | 7 662 | 81,83 / 100,00  | 5,19 |

### Pedrógão Grande
| Partido                 | Partido                                | Votos | %               | +/-   |
| ----------------------- | -------------------------------------- | ----- | --------------- | ----- |
|                         | Aliança Democrática                    | 2 639 | 67,93 / 100,00  | 3,07  |
|                         | Partido Socialista                     | 641   | 16,50 / 100,00  | 6,16  |
|                         | Aliança Povo Unido                     | 138   | 3,55 / 100,00   | 2,32  |
|                         | Partido da Democracia Cristã           | 89    | 2,29 / 100,00   | 1,21  |
|                         | Partido Operário de Unidade Socialista | 55    | 1,42 / 100,00   | Novo  |
|                         | PCTP/MRPP                              | 47    | 1,21 / 100,00   | 0,99  |
|                         | Outros                                 | 90    | 2,32 / 100,00   |       |
| Votos Inválidos         | Votos Inválidos                        | 186   | 4,78 / 100,00   | 3,27  |
| Total                   | Total                                  | 3 885 | 100,00 / 100,00 |       |
| Eleitorado/Participação | Eleitorado/Participação                | 4 786 | 81,17 / 100,00  | 12,93 |

### Peniche
| Partido                 | Partido                   | Votos  | %               | +/-   |
| ----------------------- | ------------------------- | ------ | --------------- | ----- |
|                         | Aliança Democrática       | 5 624  | 37,46 / 100,00  | 9,03  |
|                         | Partido Socialista        | 5 073  | 33,79 / 100,00  | 12,28 |
|                         | Aliança Povo Unido        | 3 102  | 20,66 / 100,00  | 6,25  |
|                         | União Democrática Popular | 219    | 1,46 / 100,00   | 0,19  |
|                         | PCTP/MRPP                 | 168    | 1,12 / 100,00   | 0,51  |
|                         | Outros                    | 423    | 2,82 / 100,00   |       |
| Votos Inválidos         | Votos Inválidos           | 406    | 2,71 / 100,00   | 2,00  |
| Total                   | Total                     | 15 015 | 100,00 / 100,00 |       |
| Eleitorado/Participação | Eleitorado/Participação   | 17 444 | 86,08 / 100,00  | 3,58  |

### Pombal
| Partido                 | Partido                                | Votos  | %               | +/-   |
| ----------------------- | -------------------------------------- | ------ | --------------- | ----- |
|                         | Aliança Democrática                    | 19 263 | 64,07 / 100,00  | 5,38  |
|                         | Partido Socialista                     | 5 659  | 18,82 / 100,00  | 8,05  |
|                         | Aliança Povo Unido                     | 1 319  | 4,39 / 100,00   | 2,44  |
|                         | Partido da Democracia Cristã           | 718    | 2,39 / 100,00   | 1,51  |
|                         | Partido Operário de Unidade Socialista | 408    | 1,36 / 100,00   | Novo  |
|                         | União Democrática Popular              | 351    | 1,17 / 100,00   | 0,46  |
|                         | PCTP/MRPP                              | 334    | 1,11 / 100,00   | 0,65  |
|                         | Outros                                 | 517    | 1,72 / 100,00   |       |
| Votos Inválidos         | Votos Inválidos                        | 1 496  | 4,97 / 100,00   | 2,91  |
| Total                   | Total                                  | 30 065 | 100,00 / 100,00 |       |
| Eleitorado/Participação | Eleitorado/Participação                | 37 363 | 80,47 / 100,00  | 12,11 |

### Porto de Mós
| Partido                 | Partido                      | Votos  | %               | +/-  |
| ----------------------- | ---------------------------- | ------ | --------------- | ---- |
|                         | Aliança Democrática          | 8 747  | 64,03 / 100,00  | 4,11 |
|                         | Partido Socialista           | 2 415  | 17,68 / 100,00  | 9,61 |
|                         | Aliança Povo Unido           | 1 241  | 9,08 / 100,00   | 5,00 |
|                         | Partido da Democracia Cristã | 298    | 2,18 / 100,00   | 1,40 |
|                         | União Democrática Popular    | 196    | 1,43 / 100,00   | 0,61 |
|                         | Outros                       | 418    | 3,06 / 100,00   |      |
| Votos Inválidos         | Votos Inválidos              | 346    | 2,53 / 100,00   | 2,37 |
| Total                   | Total                        | 13 661 | 100,00 / 100,00 |      |
| Eleitorado/Participação | Eleitorado/Participação      | 15 277 | 89,42 / 100,00  | 4,06 |